# 西村しのぶ
西村 しのぶ（にしむら しのぶ、1963年5月25日 - ）は、日本の漫画家。兵庫県出身。神戸市外国語大学中退。代表作は『サード・ガール』など。
大学在学中の1983年、小池一夫主宰の劇画村塾が神戸に教室を開き、その第1期生として入塾。
翌1984年、課題作である「D-アウト」が『COMIC劇画村塾』に掲載されデビュー。設定をそのままにタイトルを変更し、同誌で『サード・ガール』を連載開始。恋愛やファッションを織り込んだ都会的ストーリーと、やや甘いところのある軽いスタイリッシュな画でカルト的な人気を得た。
初期には『ビッグコミックスピリッツ』（小学館）などの青年コミック誌にも作品を発表していたが、1990年代以降はもっぱら女性コミック誌に作品を掲載している。
デビュー以来神戸を拠点としていたが、阪神・淡路大震災の影響で大阪に転居。
「必要な米代だけを稼ぐ」と自他ともに認めるほどの寡作な漫画家であり、同一シリーズ作品の発表に数年の間隔が生じることもしばしばある。また、シリーズ作品のほとんどが未完とされている。

## 作品リスト
- D-アウト（1984年3月、COMIC劇画村塾、スタジオシップ）
- サード・ガール（1984年5月 - 1994年3月、未完?、COMIC劇画村塾/コミックHAL/コミックコサージュ、スタジオシップ）
- 美紅・舞子（1986年 - 1989年、ビッグコミックスピリッツ、小学館）
- 西村しのぶの神戸・元町“下山手ドレス”（1988年 - 、月刊ニュータイプ、角川書店）
  - 毎月半ページのマンガエッセイ。単行本化に13年を要し、第2巻目の『2nd』もその10年後の2011年の刊行となっている。
    - 西村しのぶの神戸・元町“下山手ドレス” (ニュータイプ100％コミックス) ／ 2001年02月発売 ／ KADOKAWA
    - 西村しのぶの神戸・元町”下山手ドレス” (2nd) ／ 2011年02月発売 ／ KADOKAWA
- 下山手ドレス別室 ／ 下山手日記（1988年 - 、FEEL YOUNG ・他、祥伝社）
  - 下山手ドレス別室は1988年ころからFEEL YOUNGに掲載されたエッセイ。下山手日記は2007年8月～2008年9月のブログ日記「shinobu migikata note」から。
    - 下山手ドレス別室 (FEELコミックス) ／ 2006年07月発売 ／ 祥伝社
    - 下山手日記 ミギカタ編 ／ 2009年04月発売 ／ 祥伝社
    - 下山手ドレス別室 (2) (FEELコミックス) ／ 2014年02月発売 ／ 祥伝社
    - 下山手ドレス別室 (3) (FEELコミックス) ／ (2019年10月頃発売予定) ／ 祥伝社
- 西村しのぶイラスト集-サード・ガール神戸異人館ストリート (1989年12月発売、スタジオシップ)
- メディックス（1990年11月 - 1992年9月、未完?、ビッグコミックスピリッツ）
  - 長らく単行本化されていなかったが、2006年6月30日に単行本発売（小学館、IKKI COMICS）。
- 一緒に遭難したいひと（1990年 - 、Romantic Hiほか、主婦と生活社）
  - 最近作は講談社『Kiss』に掲載、単行本も主婦と生活社版（1巻のみ）と講談社版（1 - 4巻）あり。
- VOICE（短編集、スタジオシップ）
  - 1980年代の短編6作品（「デジタル・フラワーズ」「マイ・ドッグ、マイ・ボーイ」「VOICE－ヴォイス－」「さっきまで恋しかった人」「彼女のクローゼット・シック」「普通の恋ってやつ」）を収録。
- RUSH（1993年 - 、ami Jourほか、双葉社ほか）
  - 最近作は祥伝社『FEEL YOUNG』に掲載、単行本も双葉社版（1巻のみ）と祥伝社版（1 - 5巻）あり。
- SLIP（1994年、ヤングアニマル、白泉社）
- ライン（1997年 - 、Kiss）
- アルコール（1998年 - 、ヤングユー→コーラス、集英社）
- 砂とアイリス（2011年 - 2021年、Cocohana、集英社、全5巻）
- 西村しのぶイラスト集~デビュー30周年記念~ (2013年08月発売、小池書院)